# Сборная Болгарии по футболу

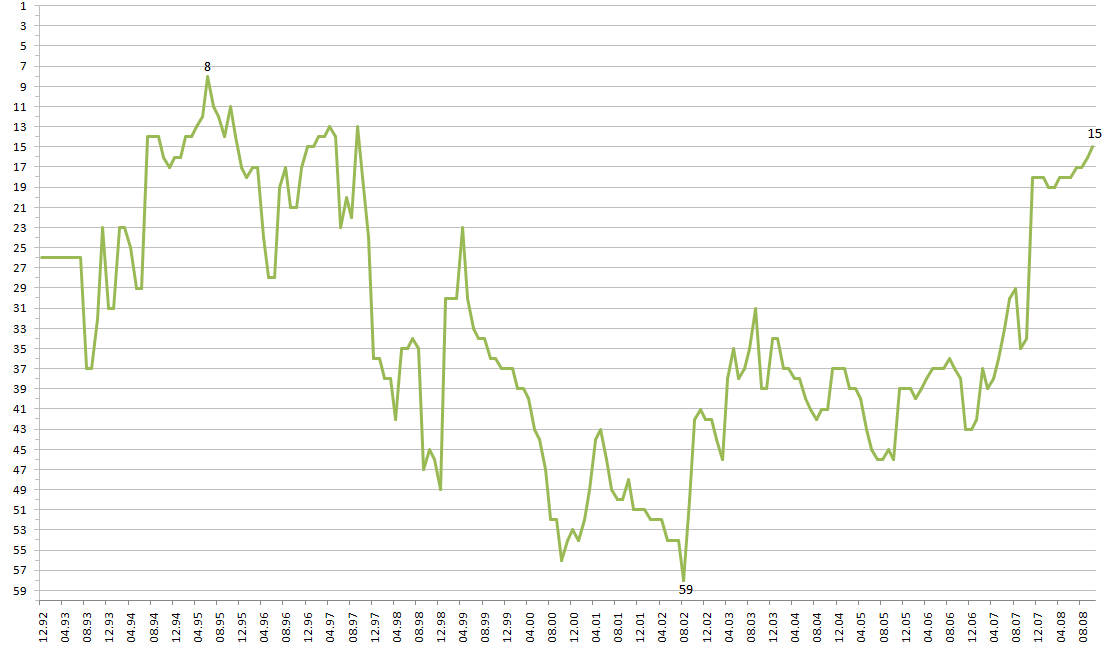
График изменений официального рейтинга сборной Болгарии от ФИФА — с декабря 1992 по август 2008

Сборная Болгарии по футболу (болг. Български национален отбор по футбол) — национальная футбольная команда Болгарии, контролируемая Болгарским футбольным союзом. Самым успешным для болгар чемпионатом мира было соревнование 1994 года в США, когда они одолели немцев в 1/4 финала, но проиграли в полуфинале итальянцам, а затем и шведам в матче за 3-е место, заняв, таким образом, 4-е.
По состоянию на 4 апреля 2024 года сборная в рейтинге ФИФА занимает 83-е место, а в рейтинге УЕФА на 11 октября 2017 года — 35-е.

## История

### Первый этап
Болгария впервые сыграла в финальной части чемпионатов мира в 1962 году в Чили, но не смогла тогда пробиться в плей-офф. То же самое произошло на чемпионатах 66-го, 70-го и 74-го годов. В 86-м болгары вышли из группы, но проиграли в 1/8 финала.
Пожалуй одной из самых важных дат в истории болгарского футбола было 17 ноября 1993 года, когда Эмил Костадинов забил в Париже 2 гола в ворота французов, выведшие Болгарию на чемпионат мира 1994 в США. Здесь такие звёзды болгарского «золотого поколения», как Христо Стоичков, Красимир Балаков и Йордан Лечков, Петр Хубчев, Эмил Костадинов, Трифон Иванов выиграли в четвертьфинале у чемпионов мира немцев, в итоге заняв 4-е место. Христо Стоичков наряду с Олегом Саленко стал лучшим бомбардиром турнира с 6-ю мячами.
Также в историю болгарского футбола вписаны 4 победы в Кубке Балкан, международном турнире, нерегулярно проводившемся между 1929 и 1980 годами среди стран соответствующего региона.

### После 1994 года
В 1996 году команда впервые пробилась на чемпионат Европы, однако ей не удалось попасть в плей-офф данного турнира, хотя считалось, что у болгар тогда был даже более сильный состав, чем 2 года назад.
На чемпионате мира 1998 года команда вновь не пробилась в плей-офф, и «золотое поколение» ушло в историю. Затем болгары не смогли пробиться на чемпионат Европы 2000 и чемпионат мира 2002. В чемпионате Европы 2004 болгары проиграли все матчи в групповом турнире и с тех пор не пробились ни на один турнир.

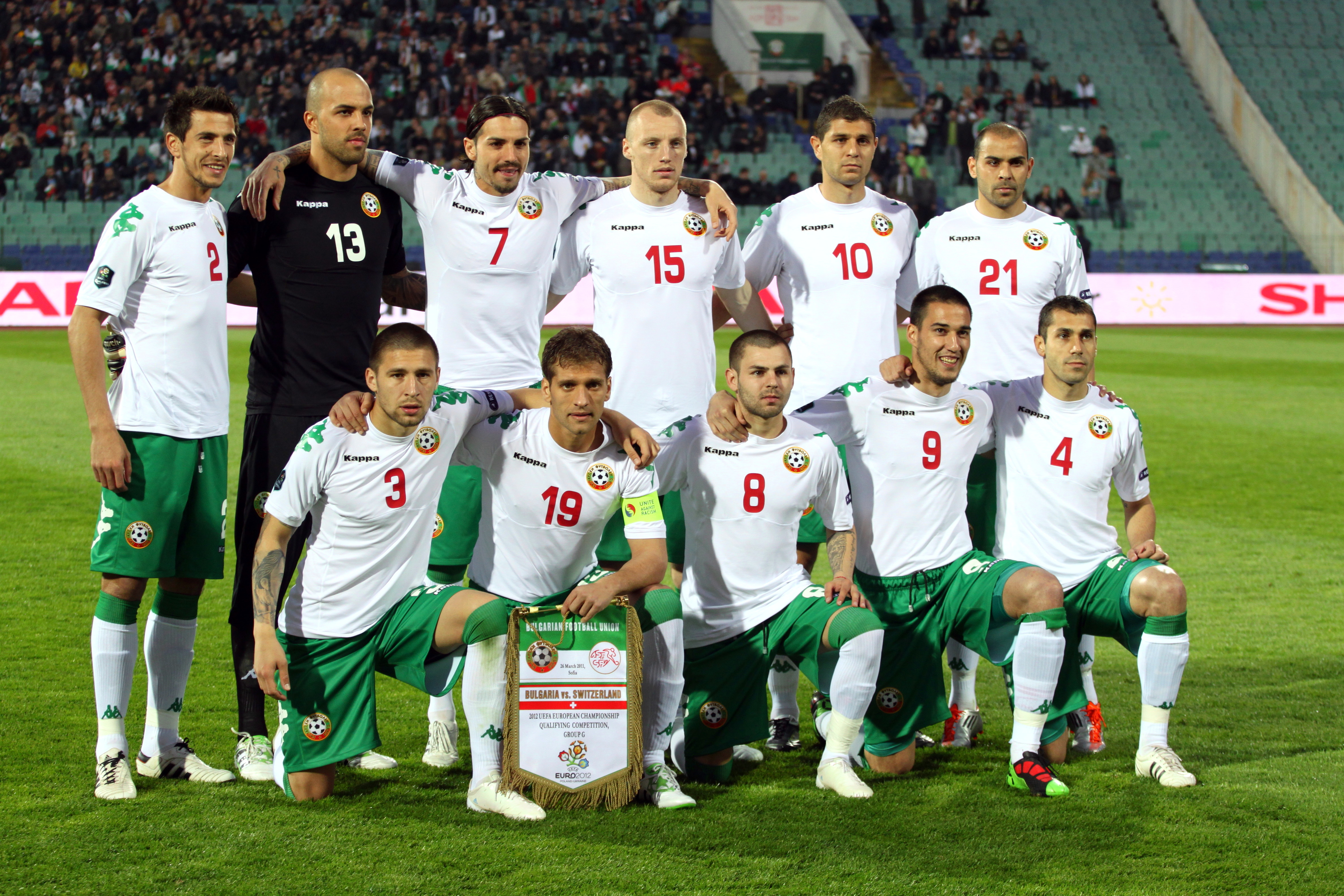
Сборная Болгарии

## Выступление на крупнейших международных турнирах

### Чемпионат мира
- 1930 — не принимала участия
- 1934 — отказалась от участия во время квалификации

Сборная попала в 4-ю отборочную группу, где дважды проиграла Венгрии и один раз Австрии, после чего отказалась от дальнейшего участия в турнире.
- 1938 — не прошла квалификацию

Болгары попали в 7-ю группу отбора. Первый матч с Чехословакией был сыгран вничью, но во втором сборная потерпела крупное поражение и покинула турнир.
- С 1942 по 1946 — турнир не проводился
- 1950 — не принимала участия
- 1954 — не прошла квалификацию

Сборная встретилась с Чехословакией и Румынией в 8-й группе отбора. Болгарам удалось набрать одно очко в матче с чехословаками, но в остальных поединках они проиграли и заняли последнее место в группе.
- 1958 — не прошла квалификацию

Команда играла в 3-й отборочной группе. Ей удалось разгромить Норвегию, однако в матчах с Венгрией она потерпела поражение. Команда заняла неплохое для неё второе место.
- 1962 — групповой этап

Сборная попала во 2-ю группу европейского отбора, где дважды победила Финляндию, проиграла и выиграла в матчах с Францией. И у болгаров, и у французов было по шесть очков, и был назначен дополнительный матч на нейтральном поле. Как и в предыдущей игре, сборная одержала победу с минимальным счётом и попала в финальную часть турнира, в 4-ю группу. Болгары проиграли Аргентине и Венгрии, однако добились ничьи в матче с Англией и заняли последнее место.
- 1966 — групповой этап

В 1-й группе отбора УЕФА болгары по сумме двух матчей разгромили Израиль и даже Бельгию (правда, во втором матче пропустили больше). В итоге из-за равенства очков с бельгийцами был назначен дополнительный матч, в котором Болгария победила и вышла на чемпионат мира, в 3-ю группу, где проиграла все матчи (Бразилии, Португалии и Венгрии) и заняла последнее место.
- 1970 — групповой этап

Болгары попали в 8-ю группу отбора УЕФА, где сыграли с Польшей (победа, поражение), Люксембургом (две победы) и Голландией (победа, ничья) и вышли на Чемпионат с первым местом. Там в напряжённой борьбе в 4-й группе сборная проиграла Перу, а затем и будущим полуфиналистам ФРГ. В последнем матче болгары сыграли вничью с Марокко и покинули турнир с 3-м местом.
- 1974 — групповой этап
- 1978 — не прошла квалификацию
- 1982 — не прошла квалификацию
- 1986 — 1/8 финала
- 1990 — не прошла квалификацию
- 1994 — четвёртое место
- 1998 — групповой этап
- 2002 — 2022 — не прошла квалификацию

### Чемпионат Европы
- 1960-1992 — не прошла квалификацию
- 1996 — групповой этап
- 2000 — не прошла квалификацию
- 2004 — групповой этап
- 2008 — 2024 не прошла квалификацию

### Олимпийские Игры
- С 1896 по 1920 — не участвовала
- 1924 — первый раунд
- С 1928 по 1948 — не участвовала
- 1952 — первый раунд
- 1956 — 3-е место
- 1960 — первый раунд
- 1964 — не участвовала
- 1968 — 2-е место
- С 1972 по 2024 — не прошла квалификацию

## Текущий состав
Следующие игроки были вызваны в состав сборной главным тренером Илияном Илиевым для участия в матчах FIFA Series 2024 против сборной Танзании (22 марта 2024) и сборной Азербайджана (25 марта 2024).
Игры и голы приведены по состоянию на 19 ноября 2023 года:
|  | Вр  | Светослав Вуцов         | 9 июля 2002 (23 года)     | 4  | 0  | Славия София      |  |  |
|  | Вр  | Иван Дюлгеров           | 15 июля 1999 (26 лет)     | 4  | 0  | Черно Море        |  |  |
|  | Вр  | Димитр Митов            | 22 января 1997 (28 лет)   | 2  | 0  | Сент-Джонстон     |  |  |
|  |     |                         |                           |    |    |                   |  |  |
|  | Защ | Валентин Антов          | 9 ноября 2000 (24 года)   | 24 | 1  | Кремонезе         |  |  |
|  | Защ | Петко Христов           | 1 марта 1999 (26 лет)     | 19 | 0  | Специя            |  |  |
|  | Защ | Иван Турицов            | 18 июля 1999 (25 лет)     | 18 | 0  | ЦСКА София        |  |  |
|  | Защ | Виктор Попов            | 5 марта 2000 (25 лет)     | 13 | 0  | Черно Море        |  |  |
|  | Защ | Алекс Петков            | 25 июля 1999 (25 лет)     | 6  | 0  | Шлёнск Вроцлав    |  |  |
|  | Защ | Патрик-Габриэль Гальчев | 14 апреля 2001 (24 года)  | 3  | 0  | Левски София      |  |  |
|  | Защ | Живко Атанасов          | 3 февраля 1991 (34 года)  | 2  | 0  | Черно Море        |  |  |
|  |     |                         |                           |    |    |                   |  |  |
|  | ПЗ  | Ивайло Чочев            | 18 февраля 1993 (32 года) | 42 | 4  | Лудогорец Разград |  |  |
|  | ПЗ  | Георги Костадинов       | 7 сентября 1990 (34 года) | 37 | 3  | АПОЭЛ             |  |  |
|  | ПЗ  | Илия Груев              | 6 мая 2000 (25 лет)       | 14 | 0  | Лидс Юнайтед      |  |  |
|  | ПЗ  | Филип Крыстев           | 15 октября 2001 (23 года) | 13 | 0  | ПЕК Зволле        |  |  |
|  | ПЗ  | Илиян Илиев             | 20 августа 1999 (25 лет)  | 12 | 0  | Черно Море        |  |  |
|  | ПЗ  | Йони Стоянов            | 22 мая 2001 (24 года)     | 8  | 0  | Хапоэль Беэр-Шева |  |  |
|  | ПЗ  | Светослав Ковачев       | 14 марта 1998 (27 лет)    | 5  | 0  | Ахмат Грозный     |  |  |
|  | ПЗ  | Лукас Петков            | 1 ноября 2000 (24 года)   | 4  | 0  | Гройтер Фюрт      |  |  |
|  | ПЗ  | Димитр Тонев            | 15 октября 2001 (23 года) | 0  | 0  | Крумовград        |  |  |
|  |     |                         |                           |    |    |                   |  |  |
|  | Нап | Кирил Десподов          | 11 ноября 1996 (28 лет)   | 45 | 12 | ПАОК              |  |  |
|  | Нап | Мартин Минчев           | 22 апреля 2001 (24 года)  | 15 | 0  | Чайкур Ризеспор   |  |  |
|  | Нап | Георги Русев            | 2 июля 1998 (27 лет)      | 14 | 1  | Сьон              |  |  |
|  | Нап | Георги Минчев           | 20 апреля 1995 (30 лет)   | 9  | 1  | АЕЛ Лимасол       |  |  |
|  | ПЗ  | Станислав Иванов        | 16 апреля 1999 (26 лет)   | 2  | 0  | Арда              |  |  |
|  | ПЗ  | Александр Колев         | 8 декабря 1992 (32 года)  | 2  | 0  | Крумовград        |  |  |

## Рекордсмены по играм
| #  | Имя               | Годы      | Игры | Голы |
| -- | ----------------- | --------- | ---- | ---- |
| 1  | Стилиян Петров    | 1998—2012 | 106  | 8    |
| 2  | Борислав Михайлов | 1983—1998 | 102  | 0    |
| 3  | Христо Бонев      | 1967—1979 | 96   | 48   |
| 4  | Красимир Балаков  | 1988—2003 | 92   | 16   |
| 5  | Ивелин Попов      | 2007—2019 | 90   | 16   |
| 6  | Мартин Петров     | 1999—2011 | 90   | 19   |
| 7  | Димитр Пенев      | 1965—1974 | 90   | 2    |
| 8  | Радостин Кишишев  | 1996—2009 | 88   | 1    |
| 9  | Христо Стоичков   | 1986—1999 | 83   | 37   |
| 10 | Наско Сираков     | 1983—1996 | 82   | 23   |
| 11 | Златко Янков      | 1989—1999 | 80   | 4    |

## Лучшие бомбардиры
| #  | Игрок             | Годы      | Голы | Игры |
| -- | ----------------- | --------- | ---- | ---- |
| 1  | Димитр Бербатов   | 1999—2010 | 48   | 79   |
| 1  | Христо Бонев      | 1967—1979 | 48   | 96   |
| 3  | Христо Стоичков   | 1987—1999 | 37   | 83   |
| 4  | Эмил Костадинов   | 1988—1998 | 26   | 70   |
| 5  | Петр Жеков        | 1963—1972 | 25   | 44   |
| 6  | Иван Колев        | 1950—1963 | 25   | 75   |
| 7  | Атанас Михайлов   | 1970—1981 | 23   | 45   |
| 8  | Наско Сираков     | 1983—1996 | 23   | 82   |
| 9  | Димитр Миланов    | 1948—1959 | 20   | 39   |
| 10 | Георгий Аспарухов | 1962—1970 | 19   | 50   |
| 11 | Динко Дерменджиев | 1966—1977 | 19   | 58   |
| 12 | Мартин Петров     | 1999—2014 | 19   | 90   |

## Натурализованные футболисты
Первый натурализованный футболист в истории сборной Болгарии, за которую сыграл 1 матч в 1927 году — уроженец Российской империи Фридрих Клюд.

## Стадион

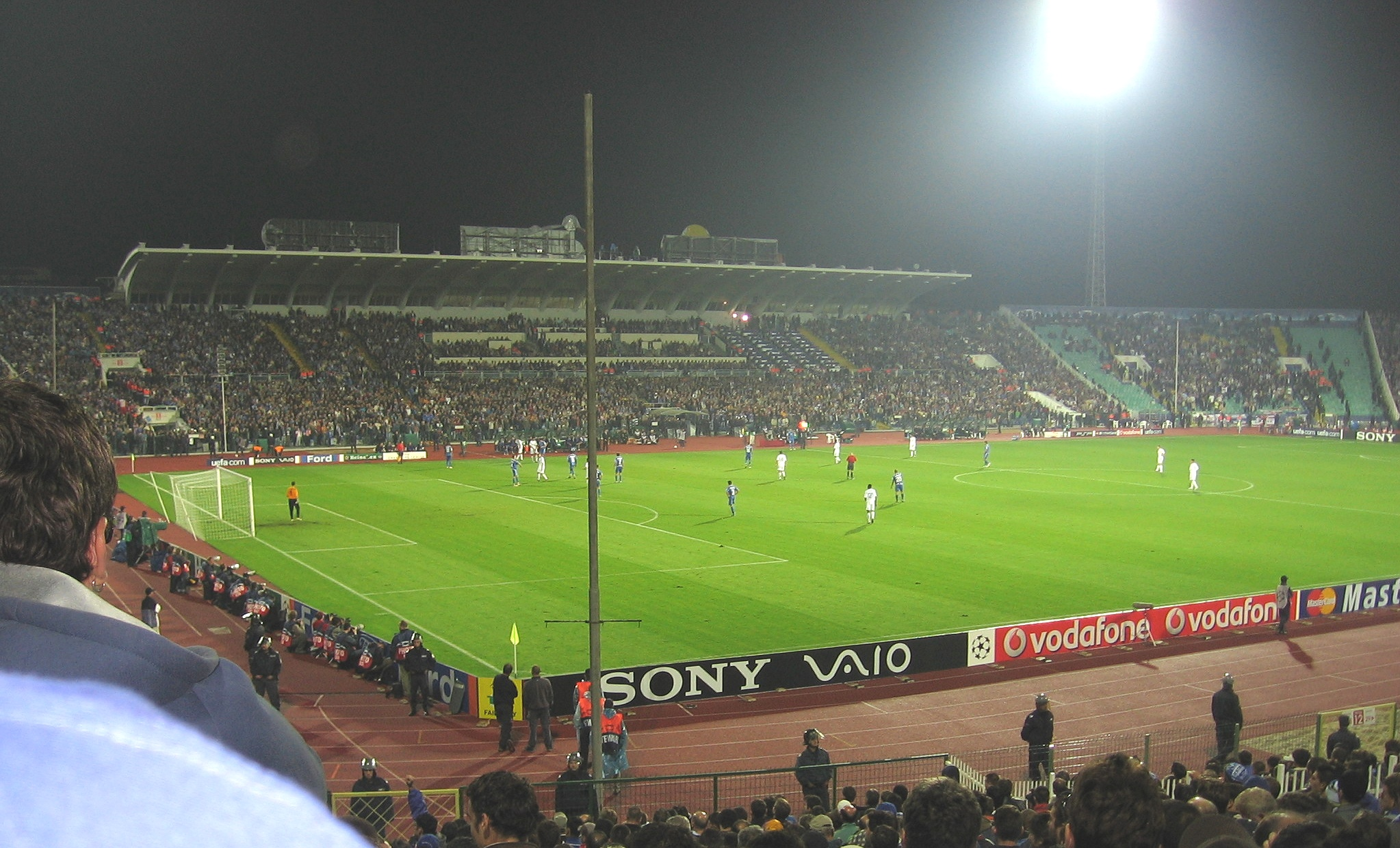
Стадион «Васил Левски»

Обычно национальная команда Болгарии проводит свои матчи на стадионе Васил Левски, вмещающим в себя 43 634 болельщика. Официально стадион открыли в 1953 году, в 1966 и 2002 он был закрыт на реконструкцию.
Также на этом стадионе и окружающем его комплексе проводятся соревнования по лёгкой атлетике, художественной гимнастике, дзюдо, баскетболу, боксу, аэробике, настольному теннису. Рядом есть 2 конференц-зала и 3 ресторана.

## Тренеры
- Красимир Борисов ???? — 1992
- Димитр Пенев 1992—1996
- Христо Бонев 1996—1998
- Димитр Димитров 1998—1999
- Стойчо Младенов 2000—2002
- Пламен Марков 2002—2004
- Христо Стоичков 2004—2007
- Станимир Стоилов (и.о) 2007
- Димитр Пенев 2007
- Пламен Марков 2008—2009
- Станимир Стойлов 2009—2010
- Лотар Маттеус 2010—2011
- Любослав Пенев 2011—2014
- Ивайло Петев 2015—2016

## Форма
| 1922–1950 | 1950–1985  | 1985–1992 | 1992—1993 | ЧМ-1994   |
| Евро-1996 | ЧМ-1998    | Евро-2004 | 2004—2007 | 2007—2009 |
| 2009—2011 | 2011—2012  | 2012—2014 | 2014—2016 | 2017—2018 |
| 2018—2020 | 2020—н. в. |           |           |           |

| 1922—1950 | 1950—1985  | 1985—1992 | 1982—1993 | ЧМ-1994   |
| Евро-1996 | ЧМ-1998    | Евро-2004 | 2004—2007 | 2007—2009 |
| 2009—2011 | 2011—2012  | 2012—2014 | 2014—2016 | 2017—2018 |
| 2018—2020 | 2020—н. в. |           |           |           |

| Основная | Запасная |